# Animal Crossing: Wild World
Animal Crossing: Wild World (おいでよ どうぶつの森, Oideyo Dōbutsu no Mori) é um jogo eletrônico de simulação desenvolvido pela Nintendo para seu próprio console portátil Nintendo DS. O jogo é uma continuação de Animal Crossing lançado em 2002 para Nintendo GameCube. Wild World contém muitas características de seu antecessor, mas também possui várias melhorias. A maior atualização é que o título de DS é capaz de utilizar a Nintendo Wi-Fi Connection para partidas online.

## Jogabilidade
Animal Crossing: Wild World é um jogo não-linear e não força nenhum objetivo para o jogador. No entanto, há certos objetivos que o jogador pode definir, como colecionar todos os fósseis encontrados no jogo. Wild World utiliza o relógio interno do Nintendo DS, assim o jogo se passa em tempo real, com mudanças climáticas através das estações do ano e certos eventos ocorrendo em datas específicas, como o Festival das Flores na primavera.

### Novos elementos
Apesar de Animal Crossing: Wild World ser uma continuação do jogo de 2002, Animal Crossing for Nintendo GameCube, 'Wild World' contém os mesmos locais e lojas com algumas mudanças, como um museu expandido que agora possui um observatório e um café e uma loja de roupas 'Able Sisters' maior que agora vende chapéus e acessórios. Flores agora podem ressecar e necessitam de rega todas as vezes que ficarem marrons, utilizando o regador ou naturalmente em dias chuvosos. O ângulo em qual o jogador observa a cidade também foi modificado.
O script em 'Wild World' também é bem maior que o script original. Com isso há menos diálogos repetidos, dando ao jogo uma sensação mais orgânica. A adição mais notável em 'Wild World' é a possibilidade do jogador visitar cidades de outros jogadores trocando seus 'friend codes' e conectando via internet Wi-Fi através da Nintendo Wi-Fi Connection.

### Objetivos
Existem vários objetivos no jogo em que o jogador pode escolher cumpri-los ou não. Veja abaixo alguns do objetivos mais comuns.

#### House improvements
Um objetivo principal em Wild World é decorar e expandir a casa do jogador pagando cada hipoteca ao Tom Nook, o comerciante local. Após o pagamento da hipoteca inicial da casa, o jogador poderá escolher em expandir o tamanho da sala principal, adicionar um segundo andar e três quartos extras no andar principal.
O itens para a decoração da casa podem ser obtidos de várias maneiras. Tom Nook vende os itens em sua loja, variando o estoque diariamente, e outros comerciantes que visitam a cidade do jogador também venderão seus itens, como Saharah – uma vendedora de tapetes e papéis de parede - e "Crazy" Redd – um especialista em venda ilegal de móveis raros e pinturas, verdadeiras e falsificadas. Itens podem ser encontrados nos achados e perdidos, falando com Booker, e na lata de reciclagem na prefeitura. Balançar as árvores também derrubará móveis e dinheiro, e balões carregando itens podem ser derrubados com um estilingue. E ainda, ajudando vizinhos, respondendo corretamente suas pegadinhas ou apenas conversando com eles poderá dar ao jogador um item como recompensa.

#### Fósseis, peixes e insetos
Outro objetivo que o jogador poderá escolher é colecionar os fósseis, peixes e insetos no jogo. Uma de cada espécie de inseto e peixe pode ser exibida no museu da cidade, dirigido por Blathers. Fósseis também serão exibidos aqui, mas primeiramente devem ser identificados por Blathers. Fósseis são encontrados cavando onde tiver rachaduras no chão. Os peixes são capturados utilizando uma vara de pesca, puxando-a quando o peixe morde a isca, enquanto que os insetos são apanhados com uma rede. A disponibilidade de cada espécie varia com a época do ano.
As espécies mais raras são as mais caras, e outras difíceis de capturar, como o escorpião e a tarântula.

### Outros elementos

#### Itens
Mais de 1.500 itens únicos estão disponíveis no jogo, como móveis, camisetas e acessórios. Vários outros itens promocionais também estão disponíveis no jogo em datas específicas conectando-se a Nintendo Wi-Fi Connection, visitando eventos patrocinados pela Nintendo, e escrevendo cartas para vizinhos e outros jogadores de Animal Crossing: Wild World.

#### Itens especiais
Alguns itens são obtidos apenas de maneiras especiais, como conseguindo um número específico de pontos da Happy Room Academy ou trocando itens com os personagens. Estes incluem modelos da casa do jogador e da loja de Tom Nook, itens "Mario", como uma moeda distribuída pela Nintendo Wi-Fi Connection e lojas norte-americanas Toys'R'Us,  e o conjunto de ferramentas douradas. Incluindo também a rar coroa (1,000,000 bells), e a coroa real (1,200,000 bells). Estes itens não podem ser comprados do catálogo.

#### Fotos e pinturas
Todo habitante tem uma foto, obtido como presente do habitante quando o jogador atinge um nível de amizade com ele.
Crazy Redd vende uma pintura toda semana. Estas pinturas são similares as fotos dos habitantes, mas com desenhos famosos. Estas algumas vezes são falsificadas. Se o jogador possui seguro com Lyle, ele será parcialmente indenizado se comprar uma pintura falsa.

## Enredo

### Personagens
Apesar de alguns novos personagens como Brewster, Pascal e Lyle, alguns do elenco do original de Animal Crossing para GameCube, retornam na versão de Nintendo DS; incluindo Tom Nook, K.K. Slider, Blathers, Kapp'n, Pelly, Phyllis, Mr. Resetti e Saharah, mas alguns possuem aqui papéis diferentes. Outros personagens como Porter e Wisp não aparecem neste jogo.
A maioria dos habitantes originais também retornam, e alguns novos foram adicionados, fazendo com que a lista de vizinhos chegue a mais de 250. Até oito animais podem morar na cidade ao mesmo tempo, sem incluir os comerciantes e visitantes especiais.

## Nintendo Wi-Fi Connection
A opção Wi-Fi de Animal Crossing: Wild World permite aos jogadores visitarem cidade de outros jogadores de qualquer parte do mundo, contanto que possuam um ponto de acesso à internet sem fio e estejam utilizando versões do jogo com idiomas compatíveis. Por exemplo, as versões Americanas e Australianas podem se conectar via Wi-Fi, mas não podem se conectar com uma versão japonesa do jogo. Até quatro jogadores podem estar em uma cidade ao mesmo tempo via conexão sem fio ou Wi-Fi. Conexão com jogadores aleatórios não está disponível, a conexão deve ser feita com o cadastro mútuo de friend codes. Animal Crossing é o jogo wi-fi mais popular do Nintendo DS.